# أوجين جان
أوجين جان (بالفرنسية: Eugène Jean)‏ هو فنان ورسام هايتي، ولد في 1950 في ترو الشمالية في هايتي.